# Philoliche tumidifacies
Philoliche tumidifacies är en tvåvingeart som först beskrevs av Austen 1937.  Philoliche tumidifacies ingår i släktet Philoliche och familjen bromsar. Inga underarter finns listade i Catalogue of Life.